# Campeonato de Eritrea de Ciclismo Contrarreloj
Los Campeonatos de Eritrea de Ciclismo Contrarreloj se organizan anual e ininterrumpidamente para determinar el campeón ciclista de Eritrea de cada año, en la modalidad. 
El título se otorga al vencedor de una única carrera, en la modalidad de Contrarreloj individual. El vencedor obtiene el derecho a portar un maillot con los colores de la Bandera de Eritrea hasta el campeonato del año siguiente, solamente cuando disputa pruebas Contrarreloj.
El corredor más laureado es Daniel Teklehaimanot, con cinco victorias.

## Palmarés
| Año  | Ganador                 | Segundo          | Tercero                 |
| 2011 | Daniel Teklehaimanot    | Fregalsi Debesay | Jani Tewelde            |
| 2012 | Daniel Teklehaimanot    | Meron Russom     | Jani Tewelde            |
| 2013 | Metkel Kiflay           | Meron Russom     | Tesfom Okubamariam      |
| 2014 | Natnael Berhane         | Mekseb Debesay   | Meron Teshome           |
| 2015 | Daniel Teklehaimanot    | Meron Teshome    | Natnael Berhane         |
| 2016 | Daniel Teklehaimanot    | Meron Teshome    | Merhawi Kudus           |
| 2017 | Mekseb Debesay          | Natnael Berhane  | Daniel Teklehaimanot    |
| 2018 | Daniel Teklehaimanot    | Zemenfes Solomon | Aron Debretsion         |
| 2019 | Amanuel Ghebreigzabhier | Sirak Tesfom     | Merhawi Kudus           |
| 2020 | No se disputó           | No se disputó    | No se disputó           |
| 2021 | Merhawi Kudus           | Mekseb Debesay   | Dawit Yemane            |
| 2022 | Biniam Girmay           | Merhawi Kudus    | Amanuel Ghebreigzabhier |
| 2023 | Amanuel Ghebreigzabhier | Merhawi Kudus    | Aklilu Arefayne         |
| 2024 | Amanuel Ghebreigzabhier | Henok Mulubrhan  | Biniam Girmay           |
| 2025 | Amanuel Ghebreigzabhier | Henok Mulubrhan  | Mewael Girmay           |